# وینزویل (میزوری)
وینزویل (به انگلیسی: Waynesville) یک شهر در ایالات متحده آمریکا است که در شهرستان پلاسکی، میزوری واقع شده‌است. وینزویل ۱۶٫۷۱ کیلومتر مربع مساحت و ۴٬۸۳۰ نفر جمعیت دارد و ۲۴۶ متر بالاتر از سطح دریا واقع شده‌است.